# Дуга у црнини
„Дуга у црнини“ је југословенски ТВ филм из 1992. године. Режирао га је Слободан Радовић, а сценарио је писала Олга Савић према делу Марине Цветајеве.

## Улоге
| Глумац        | Улога            |
| ------------- | ---------------- |
| Олга Савић    | Марина Цветајева |
| Иван Јагодић  | приповедач       |
| Олга Познатов | приповедач       |